# 格申羅伊斯河
46°40′03″N 8°35′31″E / 46.66737°N 8.59187°E

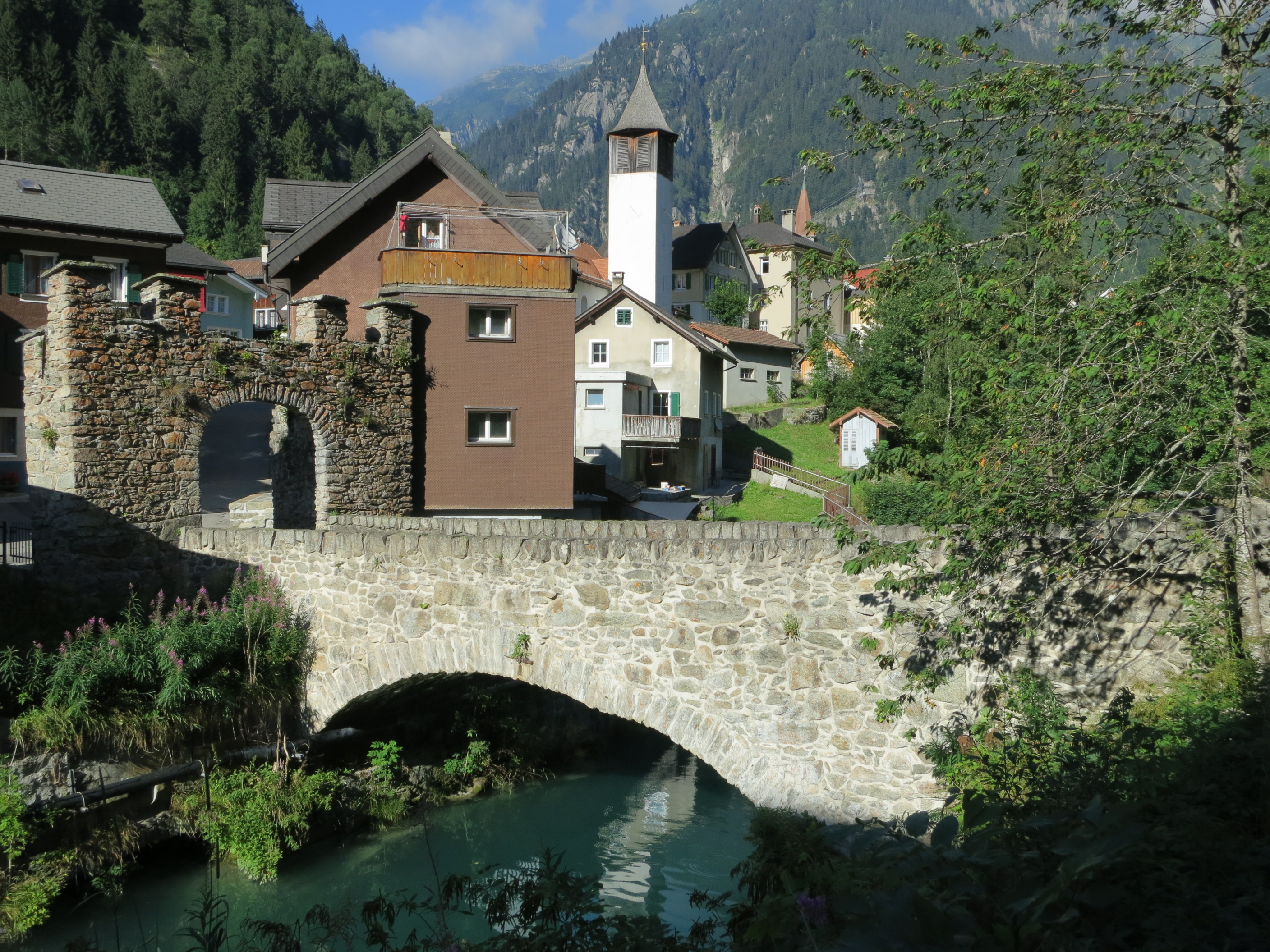

格申羅伊斯河是瑞士的河流，位於該國中部，流經烏里州，屬於羅伊斯河的左支流，處於烏里山地區，河道全長12公里，流域面積93平方公里。